# USS Ohio (BB-68)
USS Ohio (BB-68) byla nepostavená bitevní loď Námořnictva Spojených států amerických. Ohio mělo být druhou jednotkou třídy Montana.

## Proč byla stavba lodi zrušena?
Američané potřebovali ve druhé světové válce rychlé bitevní lodě, které by na misích doprovázely letadlové lodě třídy Essex, ale bitevní lodě třídy Montana nedosahovaly velké rychlosti. Lodě měly za vzor japonské bitevní lodě třídy Jamato, které byly silně pancéřované a měly silnou výzbroj. Takové bitevní lodě byly hodně drahé a proto se Američané rozhodli raději investovat do rychlejších bitevních lodí a do letadlových lodí.

## Výzbroj
Hlavní výzbroj Ohia měly být 4 tříhlavňové střelecké věže s děly Mk 7, které měly ráži 406 mm. Tato děla byla nainstalována například na bitevních lodích třídy Iowa. Sekundární výzbroj mělo tvořit 10 dvojhlavňových děl Mk 16 ráže 127 mm. Protileteckou obranu mělo tvořit 10 až 40 kanónů Bofors ráže 40 mm a 56 kanónů Oerlikon ráže 20 mm. Loď měla také mít 3 až 4 hydroplány Vought OS2U Kingfisher nebo Curtiss SC Seahawk.